# Giancarlo Tenenti
Giancarlo Tenenti (Milano, 22 agosto 1934) è un fumettista italiano.

## Biografia
Appassionato di fumetto fin da bambino, frequenta la Scuola d'Arte del Castello Sforzesco e i corsi dell'Accademia Cimabue. Inizia a lavorare presso una clinica dove alcuni medici, venuti a sapere delle sue capacità come disegnatore anatomico, lo incaricano di realizzare disegni anatomici da utilizzare nei manuali o in pubblicazioni di divulgazione scientifica. Insieme a Cesare Melloncelli poi, nel 1963 inizia a collaborare con la casa editrice Cervinia, realizzando tre serie a fumetti a strisce di genere western: Tommy Colt , Kid del West e Winchester Man e Doc Sullivan; ne seguono altre, anche di diverso genere, come Piccolo Scout, Spectrus e Mister-X. Negli anni settanta fonda a Milano un proprio studio in cui si formeranno nuovi disegnatori come Giovanni Freghieri e Maurizio Dotti. Grazie allo studio inizia una lunga serie di collaborazioni con vari editori come Mondadori (Audax e Superthrilling), Edifumetto (I sanguinari) e le Edizioni Cepim, per le quali inizia a realizzare una storia della serie western Zagor che però dovette interrompere per impegni presi con un altro editore, l'Editrice Universo, per la quale realizza centinaia di tavole per le riviste Intrepido, Il Monello e Blitz. Dopo aver lavorato negli anni novanta per la Max Bunker Press alla serie Angel Dark e per le Edizioni Delga alla serie Virtual Heroes, nel 1997 entra nello staff della serie Diabolik edito dalla Astorina realizzando alcuni numeri della serie.